# Всеволод Мстиславич (князь переяславський)
Всеволод Мстиславич (бл. 1103 — 11 лютого 1138) — князь новгородський (1117-1136), вишгородський (1136), псковський (1137-1138), старший син Великого князя Київського Мстислава I Великого (1125-1132) від шлюбу з Христиною, дочкою шведського короля Інге І Старшого (1080-1112), онук Володимира II Мономаха. У православ'ї вважається святим благовірним князем.

## Життєпис
Посаджений батьком княжити в Новгороді в 1117 році і прокняжив там до 1132 року. 23 січня 1131 року Всеволод Мстиславич був розбитий чуддю в Клині.
Відповідно до угоди між Ярополком Володимировичем і батьком Всеволода, Ярополк Володимирович перевів племінника в Переяславль, але молодші Володимировичі побачили в цьому намір Ярополка зробити Всеволода своїм спадкоємцем, і Юрій Долгорукий вигнав Всеволода і сів у Переяславі сам. Незабаром Ярополк спробував реалізувати угоду зі старшим братом шляхом передачі Переяславля Ізяславу Мстиславичу, але знову невдало. Ізяслав приїхав до Всеволода у Новгород, звідки вони здійснили спільний похід в Ростово-Суздальське князівство проти Юрія Долгорукого. Битва при Жданов горі (1134) була кровопролитною і марною.
9 лютого 1133 року князь з новгородським військом взяв Юр'їв, колись заснований великим князем Ярославом Мудрим.
Всеволод за підтримки новгородського посадника Костянтина Мікульчича повернувся у Новгород, але 1136 року в місті спалахнув заколот: князю пригадали і те, що хотів обміняти Новгород на Переяславль, і що втік з поля битви під час бою з суздальцями при Ждановій горі. Півтора місяця князь із дружиною, тещею і синами був ув'язнений на єпископському дворі, а потім його вигнали з міста. Радянський історик Б. Д. Греков класифікував заколот, як «революція в Новгороді XII століття», в 1929 році в статті з дуже характерною назвою для того часу «Революція в Новгороді Великому у XII столітті» і цю подію стало заведено називати початком Новгородської республіки.
Іншої думки дотримується доктор історичних наук І. Я. Фроянов:
«…Події 1136 року в Новгороді слід називати повстанням з великими застереженнями. Вони розвивалися не настільки раптово і стрімко, як це буває при повстанні. Новгородці, за повідомленням літописця, «прізваша» псковичів і ладожан до себе на віче. Для поїздки послів і прибуття запрошених потрібен був не один день. Псковичі і ладожани приїхали на віче, треба думати, не одночасно. Саме віче було таємним і проводилося легально. Приготування віча не могло приховатися від Всеволода, який, судячи з усього, чекав результату подій, сподіваючись на сприятливий їх поворот. У князя були підстави сподіватися на краще, оскільки частина бояр підтримувала його, та й на віче, схоже, єдності не було, про що говорить наступне втеча до вигнаного князя групи «мужів новгородських», а також доброзичливий прийом, влаштований незабаром Всеволоду псковичами, які надали притулок вигнанцю в своєму місті. Звідси зрозуміло, що, застосовуючи термін «повстання» до подій 1136 року ми дещо перебільшуємо ступінь гостроти того, що сталося. Чи не краще в цьому випадку вживати поняття «виступ», «рух»?
Віче новгородців 28 травня 1136 року позбавило Всеволода новгородського столу і ув'язнило його з родиною до 15 липня, коли стало остаточно ясно, що в місто прибув покликаний новгородцями новий князь з Чернігова — Святослав Ольгович.
Всеволод після вигнання вирушив до Києва до Ярополка, там отримав від нього Вишгород.
У цьому ж році присланий в Новгород князем Святослав Ольгович ледь не був убитий прихильниками Всеволода, і посадник Костянтин Мікульчич попрямував у Вишгород до Всеволода і вмовив його йти в Псков. 1137 року псковичі прийняли Всеволода своїм князем, але коли в Новгороді дізналися, що Всеволод є князем у Пскові і хоче сісти у них в Новгороді, відправили туди військо на чолі зі Святославом. Військо складалося не лише з новгородців: Святослав закликав на допомогу брата Гліба з курянами і половцями. Псковичі просили «не проливати крові братів своїх», але Всеволод помер сам 11 лютого 1138 року, провівши останній рік псковським князем.
Похований у Свято-Троїцькому кафедральному соборі міста Пскова.
Канонізований церквою на Макаріївському соборі 1549 року як святий благовірний князь Всеволод Псковський. Пам'ять відбувається 11 лютого, 22 квітня і 27 листопада (за юліанським календарем).
Князь Всеволод побудував у Новгороді церкву св. Іоанна Предтечі на Опоках (в честь народження сина Івана, закладена в 1127 році) і храм Успіння Пресвятої Богородиці на Торгу (закладений в 1135 році; обидва храми збереглися в перебудовах 1453 і 1458 роках відповідно), а в Пскові — головний собор на честь Пресвятої Трійці на тому місці, де колись було явлення великій княгині Ользі.

## Родина і діти
З 1123 року був одружений з Ганною, дочкою Святослава Давидовича, відомого як Микола Святоша, внучкою чернігівського князя Давида Святославича. Діти:
- Іоанн (ім'я дано при хрещенні, княже ім'я невідоме; †1128)
- Володимир (при хрещенні — Іван[9] Георгій[джерело?], нар. близько 1130 року).
- Янка (або Яна, від християнського хрестильного імені Іоанна; †1128)
- Мстислав (пом. 1168)
- Верхуслава — одружена з Болеславом IV Кучерявим